# Reuben Fine
Reuben Fine (11 de octubre de 1914–26 de marzo de 1993) fue uno de los mejores jugadores de ajedrez del mundo durante los años treinta. Fue también autor de varios libros de ajedrez que siguen siendo populares hoy en día. Después de la Segunda Guerra Mundial, estudió psicología y escribió varios libros sobre el tema.

## Biografía
Fine nació en Nueva York. Aprendió a jugar al ajedrez de nivel competitivo en el famoso Marshall Chess Club en 
Nueva York, allanando el camino para muchos famosos grandes maestros como Bobby Fischer. Fine también es considerado uno de los mejores jugadores de ajedrez rápido del mundo: podía conseguir empates contra el entonces campeón del mundo Alexander Alekhine, aunque admitió que las pocas veces que jugó con el precursor de Alekhine, José Raúl Capablanca, este lo venció "sin piedad".
Antes de 1937, ya había ganado una serie de torneos internacionales y era uno de los jugadores más exitosos del mundo. Representó a los Estados Unidos en numerosas Olimpiadas de ajedrez donde el equipo del país terminó invariablemente en el primer lugar. Aunque activo en los torneos de Estados Unidos, nunca pudo terminar primero en el Campeonato de ajedrez de Estados Unidos; generalmente finalizaba detrás de Samuel Reshevsky. Sin embargo, el récord en torneos internacionales de Fine en los años treinta era superior al de Reshevsky.
En 1938, empató en el primer lugar con Paul Keres en el prestigioso Torneo de AVRO de los Países Bajos. Este fue uno de los torneos más famosos del siglo XX. Se suponía que el ganador de la competencia, jugada a doble vuelta en el sistema "todos contra todos", se convertiría automáticamente en el rival del campeón del mundo, título entonces en poder de Alexander Alekhine. Fine finalizó delante del futuro campeón Mijaíl Botvínnik, del propio Alekhine y de los campeones anteriores Max Euwe y Capablanca, así como de los grandes maestros Samuel Reshevsky y Salomon Flohr. Fine ganó coincidentemente sus dos juegos contra Alekhine. Sin embargo, la Segunda Guerra Mundial interrumpió todas las competencias y Alekhine murió en 1946.
En 1941, Fine escribió Finales básicos del ajedrez, un compendio de análisis de jugadas de cierre que se considera uno de los mejores trabajos de su tiempo sobre el tema. Ideas detrás de las aperturas en el ajedrez también se considera un trabajo importante que se concentra en la teoría subyacente en las aperturas más que en secuencias de movimientos particulares. Durante la Segunda Guerra Mundial, trabajó para la Marina de Guerra de Estados Unidos, ejecutando el extravagante cálculo de la probabilidad de que submarinos alemanes emergieran en determinados puntos del océano.
Después de la guerra, Fine continuó jugando al ajedrez y recibió una invitación de la FIDE a participar en el campeonato mundial de 1948, debido a su triunfo en el torneo de la AVRO. Extrañamente, declinó participar, por lo que surgieron especulaciones en cuanto a la razón verdadera de su actitud. El motivo oficial fue que trabajaba en su disertación doctoral en psicología. Sin embargo, algunos sugieren que sus razones tenían que ver con la agresiva actitud de los maestros rusos, como podría deducirse de una entrevista a Larry Evans en la revista Chess life.
Fine recibió su doctorado en psicología de la Universidad del Sur de California y abandonó la práctica profesional del ajedrez para concentrarse en su nueva profesión. En 1956, escribió el artículo "Observaciones psicoanalíticas respecto al 
ajedrez y los maestros ajedrecistas" para un diario especializado en el tema. Ese artículo se convirtió más adelante en el libro La psicología del jugador de ajedrez. Es un tema fascinante y Fine da un curioso enfoque freudiano al asunto. Fine no fue el primero en examinar la mente de un ajedrecista: Alfred Binet, el inventor de la prueba del índice de inteligencia, había ya estudiado la funcionalidad mental de los buenos jugadores de ajedrez y había encontrado que a menudo poseían rasgos mentales en común, tales como una buena memoria.
Fine continuó jugando esporádicamente al ajedrez a lo largo de su vida (un juego en 1963 contra Bobby Fischer se incluyó en el libro de Fischer Mis sesenta juegos memorables); pero prefirió centrarse en cuestiones relativas a la psicología. El periodista Gilbert Cant observó que esto era "una pérdida para el ajedrez y, en el mejor de los casos, un empate para la psicología". Fine publicó Una historia del psicoanálisis en 1979, que fue seguido por otros libros suyos sobre el tema.
Una de sus creencias más interesantes era que la homosexualidad podía ser "curada" y sus opiniones con respecto a esto se utilizaron en batallas legales que implicaban el tema, entre ellas la disputa legislativa sobre uniones del mismo sexo en Hawái. En su corta carrera en el ajedrez, Fine logró récords positivos contra campeones anteriores y reinantes del mundo tales como Lasker, Alekhine y Botvínnik, e incluso un empate contra Capablanca.

## Obras publicadas
- Reuben Fine (1941), Basic chess endings, Nueva York, David McKay Ed., sin ISBN.